# Mattendorf
Mattendorf, niedersorbisch Matyjojce, ist ein Ortsteil der Gemeinde Wiesengrund im brandenburgischen Landkreis Spree-Neiße.

## Lage
Mattendorf liegt in der Niederlausitz und gehört zum anerkannten amtlichen Siedlungsgebiet der Sorben/Wenden. Umliegende Ortschaften sind Gahry im Norden, die zur Gemeinde Neiße-Malxetal gehörenden Ortsteile Jocksdorf im Osten und Klein Kölzig im Südosten, Bohsdorf-Vorwerk in der Gemeinde Felixsee im Süden, sowie Trebendorf im Nordwesten.
Mattendorf liegt an der Kreisstraße 7108. Durch den südlichen Teil der Gemarkung Mattendorf verläuft zudem die Landesstraße 48 von Cottbus nach Spremberg, sowie die L482 weiter nach Döbern, die Straße ist etwa zwei Kilometer vom Ortskern entfernt.

## Geschichte
Mattendorf wurde im Jahr 1500 erstmals urkundlich erwähnt, ist aber wahrscheinlich viel älter. Der Ortsname ist nach einer Person mit dem Namen Mata benannt, der sorbischen Form von Matthias. 1907 wurde im Mattendorf ein Schulgebäude errichtet, welches heute das Gemeindezentrum beherbergt. Mattendorf gehörte zu jener Zeit zum Rittergut Trebendorf des Gneomar von Natzmer (1852–1913) und wird im Handbuch des Grundbesitzes Brandenburg aufgeführt. Natzmer war unter anderem Landtagsabgeordneter mit Sitz für den Kreis Cottbus.
Nach dem Wiener Kongress kam Mattendorf, wie die gesamte Niederlausitz, an das Königreich Preußen. Vorher gehörte das Dorf zum Königreich Sachsen. Am 25. Juli 1952 wurde die Gemeinde dem neu gebildeten Kreis Forst im Bezirk Cottbus zugeteilt und lag nach der Wende im Landkreis Forst in Brandenburg. Nach der Kreisreform im Land Brandenburg am 6. Dezember 1993 wurde Mattendorf dem neu gebildeten Landkreis Spree-Neiße zugeordnet. Seit dem 31. Dezember 2001 bildete die Gemeinde Mattendorf durch freiwilligen Zusammenschluss mit den bis dahin ebenfalls eigenständigen Gemeinden Gahry, Gosda, Jethe und Trebendorf die neue Großgemeinde Wiesengrund.

## Bevölkerungsentwicklung
| 1875 | 262 | 1939 | 352 | 1981 | 291 |
| 1890 | 277 | 1946 | 377 | 1985 | 279 |
| 1910 | 361 | 1950 | 405 | 1989 | 255 |
| 1925 | 358 | 1964 | 342 | 1995 | 241 |
| 1933 | 364 | 1971 | 329 | 2000 | 260 |

Für seine Statistik über die sorbische Bevölkerung in der Lausitz ermittelte Arnošt Muka in den achtziger Jahren des 19. Jahrhunderts für Mattendorf eine Bevölkerungszahl von 256 Einwohnern, von denen alle Sorben waren. Ernst Tschernik zählte im Jahr 1956 noch einen sorbischsprachigen Bevölkerungsanteil von 32,7 %.

## Nachweise
1. ↑  Fakten und Zahlen. In: amt-doebern-land.de. Amt Döbern-Land, abgerufen am 11. August 2021.
2. ↑  Reinhard E. Fischer: Die Ortsnamen der Länder Brandenburg und Berlin: Alter - Herkunft - Bedeutung. be.bra Wissenschaft, 2005, S. 114.
3. ↑  Herzlich willkommen im Amt Döbern-Land. (PDF; 699 KB) Reuthen. Amt Döbern-Land, Juni 2015, abgerufen am 4. Juni 2017.
4. ↑  Walter v. Hueck: Genealogisches Handbuch der Adeligen Häuser A (Uradel), IX, 1969. In: Dt. Adelsarchiv e. V. (Hrsg.): Gesamtreihe GHdA seit 1951. IX der Reihe A (Uradel), Nr. 43. C. A. Starke, Limburg an der Lahn 1969, S. 272 f. (d-nb.info [abgerufen am 16. Juli 2021]).
5. ↑  Paul Ellerholz, Georg Vogler: Handbuch des Grundbesitzes im Deutschen Reiche, I., Das Königreich Preussen, 1. Lieferung, Provinz Brandenburg. In: Königliche Behörden (Hrsg.): Handbuch des Grundbesitzes, erschienen für Brandenburg bis 1921. 2. Auflage. R. Stricker (Nicolaische Verlags-Buchhandlung), Berlin 1896, S. 30–31 (digi-hub.de [abgerufen am 16. Juli 2021]).
6. ↑  Markus Vette: Der vergessene Landtag Subsidiarität und Selbstverantwortung in der Sozialpolitik des Kommunallandtages der Niederlausitz - ein Beitrag zur Brandenburger Landesgeschichte. Klaus Becker Reprint, Potsdam 2014, ISBN 978-3-88372-129-3, S. 316 (google.de [abgerufen am 16. Juli 2021]).
7. ↑  Mattendorf im Geschichtlichen Ortsverzeichnis. Abgerufen am 4. Juni 2017.
8. ↑  Historisches Gemeindeverzeichnis des Landes Brandenburg 1875 bis 2005. (PDF; 331 KB) Landkreis Spree-Neiße. Landesbetrieb für Datenverarbeitung und Statistik Land Brandenburg, Dezember 2006, abgerufen am 4. Juni 2017.
9. ↑  Ernst Tschernik: Die Entwicklung der sorbischen Bevölkerung. Akademie-Verlag, Berlin 1954.
10. ↑  Ludwig Elle: Sprachenpolitik in der Lausitz. Domowina-Verlag, Bautzen 1995.